# 台湾第二原子力発電所
台湾第二原子力発電所（たいわんだいにげんしりょくはつでんしょ、正体字: 第二核能發電廠）とは台湾（中華民国）新北市万里区にある台湾電力が運営する原子力発電所である。地名をとって国聖(クオション)発電所とも呼ばれる。

## 概略
経済発展に伴い台湾第一原子力発電所に続き1975年台湾北部に着工された原子力発電所。台湾の他の原子力発電所と同様に二基が建設されている。
台湾第一原発と同様に原子炉がゼネラル・エレクトリック、発電機がウェスティングハウス・エレクトリックにより製造された沸騰水型原子炉。ただし、形式は異なっておりMarkIではない。台湾の中心都市台北市の北23Kmに位置しており、第一原子力発電所よりさらに大都市に近い。98.5万kw級の沸騰水型原子炉（BWR）二基を持ち、現在稼働中の台湾の原発の中で最も大きな規模を誇っている。使用済み燃料棒の貯蔵数も第一と第三原発の合計数に匹敵しており、台湾において最大である。
2012年3月に構造物を直接に基礎に据え付けるためのアンカーボルトのうち、7本が断裂するという重大な事故を引き起こしている。
2号機は、2016年5月に施設故障が発生し、大規模な改修工事を行っていた。2018年1月に工事が完了し、3月に行政院原子能委員会に再稼働の認可を受け、運転開始したものの自動停止した。2018年6月5日に再稼働し、17日からフル稼働に入った。
老朽化に伴い、1号機は2021年12月27日に、2号機は2023年3月14日にそれぞれ営業運転を終了した。
| 原子炉 | 出力(ネット値) | 出力(グロス値) | 起工日         | 臨界開始日     | 商業発電開始日 | 運転終了日     |
| ------ | -------------- | -------------- | -------------- | -------------- | -------------- | -------------- |
| 一号炉 | 948 MW         | 985 MW         | 1975年11月19日 | 1981年05月21日 | 1981年12月28日 | 2021年12月27日 |
| 二号炉 | 948 MW         | 985 MW         | 1976年03月15日 | 1982年06月29日 | 1983年03月16日 | 2023年03月14日 |